# Hardkor pank
Hardkor (engl. hard core – tvrdo jezgro) pravac u pank muzici nastao krajem 1970-ih i početkom 1980-ih. Javlja se u Sjedinjenim Američkim Državama kao reakcija na komercijalizaciju panka i predstavlja njegov ekstremniji i siroviji oblik. Hardkor muziku karakterišu jednostavnost, brzina i urlajući vokali. Punu ekspanziju doživljava početkom 1980-ih i traje do ranih 1990-ih, kada posustaje pred nadolazećim grandž pokretom.

## Scena
U SAD su postojale dve velike scene, koje su delovale nezavisno, jedna u Los Anđelesu i druga u Njujorku, a postojalo je i više malih scena širom Amerike.
Vodeći na LA sceni je bio bend Blek Fleg (Black Flag). U ovom bendu svoju karijeru je počeo Henri Rolins. Iza ovog benda ostalo je nekoliko značajnih albuma: Damaged, First Four Years i kompilacija Wasted...Again. Blek Fleg je bend značajan i po tome što je osnovao čuvenu izdavačku kuću SST. Neki od poznatijih bendova losanđeleske i kalifornijske scene su Bad Religion, The Circle Jerks, Social Distortion, Youth Brigade, Adolescents, Agent Orange, TSOL, DI i Dead Kennedys.
Njujoršku scenu karakterisao je malo drugačiji zvuk, čvršći i otvoreniji za druge uticaje. Sa ove scene vredi istaći bend Bad Brains, koji je kombinovao hardkor sa regeom i dabom. Neki od poznatijih bendova njujorške scene su i Sick Of It All, Agnostic Front, Warzone, Reagan Youth i drugi.
Najznačajnija mala hardkor scena vezana je za Vašington, a ključni čovek je bio Ajan Mekej (Ian MacKaye), lider sastava Minor Threat i Fugazi, koji je svoj veliki ugled obezbedio oštrim i eksplicitnim tekstovima i sjajnim melodijama. Fugazi postoje i danas i prave odličnu muziku, mada se njihov zvuk dosta pomerio od hardkora ka post-roku. Mekej je osnovao izdavačku kuću Dischord, čija je politika i danas da objavljuje albume samo lokalnih bendova i da maloprodajna cena diska ne sme prelaziti sedam dolara.
Znacaj vašingtonske hardkor scene kulminirao je tzv. letom revolucije, kojim je proklamovan poznati strejt edž (straight-edge) pokret. Pripadnici pokreta, uglavnom pankeri, zalagali su se za život bez veštačkih stimulansa i oslobađanje energije na svakodnevnim koncertima. Pripadnici pokreta su imali jasan politički stav - suprotstavljali su se svakoj eksploataciji i gušenju sloboda.
Hardkor je u međuvremenu evoluirano, a današnja hardkor muzika je dosta različita od onoga što se 1980-ih zvalo hardkorom.